# 渡世人列伝
『渡世人列伝』（とせいにんれつでん）は、1969年12月27日に東映で公開された日本映画。カラー、98分。

## 概要
大正末期を舞台に闇討ちにあった親分の仇を取るために旅に出た渡世人を主人公にした任侠映画。

## 出演
- 佃銀次郎：高倉健
- 高橋源六：若山富三郎
- 清香：藤純子
- 菊野仙三：大木実
- 飛っちょの三次：小池朝雄
- お芳：水野久美
- 三田あき：木暮実千代
- 豪楽寺の竜吉：天津敏
- 三田政之助：内田朝雄
- 手塚幸助：名和宏
- 馬車の馭者：小島慶四郎
- 坑夫：北村英三
- 十勝重蔵：遠藤辰雄
- 長谷川武市：寺島達夫
- 周車屋嘉十：人見きよし
- 馬場丑五郎：汐路章
- 蛇蝎：鈴木金哉
- 禿鷹の徳：有川正治
- ツルハシ：阿波地大輔
- 森本中佐：中村錦司
- 大学校：林彰太郎
- 牛飯：長谷川弘
- 蓄音機：広瀬義宣
- 地獄松：平沢彰
- 本圧：丘路千
- シャレコウベ：高並功
- 佐々木鉄男：野口貴史
- 棺桶虎：志賀勝
- 木村巡査：遠山金次郎
- 甲田弥太郎：志摩靖彦
- 亀山：木谷邦臣
- 石野定吉：毛利清二
- 黒田：川谷拓三
- 柏木留吉：白川浩二郎
- ヨロケ：矢奈木邦二郎
- うめ乃：小島恵子
- 花子：三枝由佳
- 早川：前川良三
- ：小峰一男
- ：大城泰
- 丸岡勇助：池部良（特別出演）[1]
- 稲垣長吉：鶴田浩二

## スタッフ
- 企画：俊藤浩滋、橋本慶一
- 監督：小沢茂弘
- 原案：斯波道男
- 脚本：鳥居元宏、志村正浩
- 撮影：吉田貞次
- 美術：鈴木孝俊
- 音楽：津島利章
- 録音：荒川輝彦
- 照明：増田悦章
- 編集：堀池幸三
- 助監督：清水彰

## 主題歌
- 無情のブールス
- 作詞：木賊小次郎
- 作曲：小西濁
- 唄：鶴田浩二

## 同時上映
『新網走番外地 さいはての流れ者』
- 原案：伊藤一 / 脚本：村尾昭 / 監督：佐伯清 / 主演：高倉健
- 『新網走番外地』シリーズ第3作。

## 映像ソフト
- 2015年11月11日、東映ビデオよりDVDが発売された。